# Greta Pinggera
Greta Pinggera (Silandro, 17 gennaio 1995) è un'ex slittinista italiana, specialista dello slittino su pista naturale.
È la quarta italiana più vincente della storia di questa disciplina con 7 successi in Coppa del Mondo e un totale di 53 piazzamenti sul podio. Nella stagione 2017 si è laureata campionessa del mondo nel singolo e si è aggiudicata il trofeo della Coppa del Mondo. Vanta inoltre tre medaglie d'argento europee a livello individuale ed un trofeo di Coppa Europa.

## Carriera

### Gli esordi
Originaria di Lasa, in Val Venosta, dopo aver provato numerosi sport quali il badminton, la ginnastica artistica e lo sci alpino - sport in cui gareggia fino all'età di 10 anni - si appassiona dello slittino su pista naturale ed immediatamente realizza notevoli risultati. Nel 2010 e 2011 chiude al terzo posto la classifica generale di Coppa Europa, mentre nel 2012 si aggiudica il trofeo continentale. Sempre nel 2012, a Laces, porta a casa anche la medaglia d'argento ai mondiali juniores.

### Stagioni 2013-2016: il primo podio e la prima vittoria in Coppa del Mondo
Il 6 gennaio 2012, non ancora 17enne, esordisce in Coppa del Mondo, terminando al 16º posto la prova di qualificazione, non potendo dunque disputare la gara. Il 3 marzo 2012, alla sua seconda apparizione in una tappa di Coppa del Mondo giunge quarta, a soli 0"60 dal podio.
La stagione successiva, il 30 dicembre 2012, a Lasa, alla sua terza gara di Coppa del Mondo, è salita per la prima volta sul podio, classificandosi seconda. Nelle ultime tre gare stagionali agguanta altrettanti podi, finendo una volta sul secondo e due volte sul terzo gradino del podio.
Ad inizio stagione 2014 non è convocata per la tappa inaugurale di Coppa del Mondo per mancanza di fondi. Mancando a questo appuntamento, e dopo essersi classificata al 10º posto nel suo esordio stagionale, non va oltre il 6º posto nella classifica finale di Coppa del Mondo, nonostante due terzi posti in chiusura di stagione.
Nel 2014 annuncia il passaggio allo slittino su pista artificiale, che già aveva provato quattro anni prima e venendo inizialmente allenata da Armin Zöggeler. Ritratta in seguito, decidendo di continuare a gareggiare nello slittino su pista naturale dopo circa un anno di allenamenti.
Il 18 gennaio 2015 conquista la sua prima medaglia ai campionati mondiali di Sankt Sebastian, in Austria, aggiudicandosi il bronzo.
Il 21 febbraio 2016, a Umhausen, trova il successo per la prima volta in Coppa del Mondo.

### Stagioni 2017-2018: la Coppa del Mondo e il titolo iridato
Nel 2017 si laurea campionessa mondiale a Vatra Dornei precedendo l'iridata in carica e connazionale Evelin Lanthaler per soli 17 centesimi di secondo. Nella stessa edizione conquista anche una medaglia d'argento nella prova a squadre. A fine stagione raggiunge il massimo obiettivo di Coppa del Mondo, aggiudicandosi il trofeo con 610 punti (ex aequo con Evelin Lanthaler) ottenuti in 8 gare, dopo aver vinto le ultime tre prove ed essere salita sul podio in tutte e otto le occasioni.
Vince anche la prima prova di Coppa del Mondo 2018 a Küthai facendo così segnare la quarta vittoria consecutiva, striscia più lunga di sempre fino a quel momento per un'italiana, in condominio con Renate Gietl e Sonja Steinacher.
Il 28 gennaio 2018 vince la sua sesta gara di Coppa del Mondo ma la tappa successiva, l'ultima stagionale, è costretta a chiudere una striscia di 14 podi consecutivi che aveva avuto inizio due anni prima, il 31 gennaio 2016, a causa di un incidente in gara mentre era in piena corsa per confermarsi vincitrice della Coppa del Mondo. Chiude la stagione al secondo posto in classifica generale dopo aver realizzato due vittorie in sei gare e cinque podi consecutivi.

### Stagioni 2019-2023: la grande rivalità con Evelin Lanthaler
Durante la stagione di Coppa del Mondo 2019 termina sul podio in sei occasioni su sette, collezionando quattro secondi posti sempre alle spalle della ormai acerrima rivale Evelin Lanthaler che si aggiudica nel frattempo la terza Coppa del Mondo nell'arco di quattro stagioni grazie ad un'infallibile striscia di 7 vittorie in altrettante gare stagionali.
Ai mondiali del 2019 giunge al secondo posto nel singolo dietro la già campionessa mondiale 2015 Evelin Lanthaler, con un ritardo di 1"80.
L'anno successivo torna alla vittoria a Vatra Dornei dopo un'astinenza durata quasi due anni. Durante la stagione sale nuovamente sul podio in sei gare su sette disputate. Evelin Lanthaler si aggiudica tutte le restanti sei competizioni e può così levare al cielo per la quarta volta il trofeo della Coppa del Mondo.
Ai campionati europei del 2020 è solamente quarta al traguardo alle spalle di Lanthaler, Lavrent'eva e Unterberger.
Nella stagione 2021 è costantemente la numero due al mondo, non riuscendo mai ad avvicinare i tempi fatti segnare dalla connazionale Lanthaler, eccezion fatta per la prima manche del terzo appuntamento della Coppa del Mondo a Moso in Passiria dove entrambe si classificano al primo posto ad ex aequo. La connazionale termina la stagione con un incredibile filotto di sei successi in sei gare mentre Greta si piazza alle sue spalle nelle prime cinque gare e chiude al terzo posto la gara finale in casa, a Lasa.
Ai XXIII mondiali di slittino su pista naturale non riesce a trovare la giusta velocità per lottare per le medaglie soprattutto nell'ultimo settore di gara dove perde decimi preziosi in entrambe le manche. Nella gara vinta ancora una volta da Evelin Lanthaler, chiude al quinto posto, suo peggior risultato in carriera nelle rassegne iridate.
È salita per 53 volte sul podio in gare di Coppa del Mondo collezionando, per via della costante presenza della plurititolata Evelin Lanthaler, ben 27 secondi posti. Solo altre tre atlete nella storia della disciplina ne vantano un maggior numero: Ekaterina Lavrent'e va, Evelin Lanthaler e Renate Gietl.
Nel febbraio 2023 annuncia il ritiro dalle competizioni.

## Palmarès

### Mondiali su pista naturale
- 5 medaglie:
  - 1 oro (singolo a Vatra Dornei 2017)
  - 3 argenti (gara a squadre a Vatra Dornei 2017; singolo a Latzfons 2019; singolo a Nova Ponente 2023)
  - 1 bronzo (singolo a Sankt Sebastian 2015)

### Europei su pista naturale
- 3 medaglie:
  - 3 argenti (singolo a Moso in Passiria 2016; singolo a Winterleiten 2018; singolo a Lasa 2022)

### Mondiali juniores su pista naturale
- 3 medaglie:
  - 1 oro (singolo a Vatra Dornei 2014)
  - 2 argenti (singolo a Laces 2012; gara a squadre a Vatra Dornei 2014)

### Campionati italiani su pista naturale
- 2 medaglie:
  - 1 oro
  - 1 argento

### Coppa del Mondo su pista naturale

#### Gare individuali
- Vincitrice della Coppa del Mondo del singolo nel 2017
- 53 podi:
  - 7 vittorie
  - 27 secondi posti
  - 19 terzi posti

| Data             | Luogo        | Paese    | Specialità |
| ---------------- | ------------ | -------- | ---------- |
| 21 febbraio 2016 | Umhausen     | Austria  | Singolo    |
| 22 gennaio 2017  | Železniki    | Slovenia | Singolo    |
| 29 gennaio 2017  | Nova Ponente | Italia   | Singolo    |
| 18 febbraio 2017 | Umhausen     | Austria  | Singolo    |
| 3 dicembre 2017  | Kühtai       | Austria  | Singolo    |
| 28 gennaio 2018  | Nova Ponente | Italia   | Singolo    |
| 19 gennaio 2020  | Vatra Dornei | Romania  | Singolo    |

#### Gare di squadra
- 10 podi:
  - 8 vittorie
  - 2 secondi posti

| Data             | Luogo            | Paese    | Specialità                                                                      |
| ---------------- | ---------------- | -------- | ------------------------------------------------------------------------------- |
| 13 gennaio 2013  | Moso in Passiria | Italia   | Staffetta a squadre con Hannes Clara, Patrick Pigneter e Florian Clara          |
| 12 gennaio 2014  | Moso in Passiria | Italia   | Staffetta a squadre con Florian Breitenberger, Patrick Pigneter e Florian Clara |
| 20 febbraio 2016 | Umhausen         | Austria  | Staffetta a squadre con Alex Gruber, Patrick Pigneter e Florian Clara           |
| 22 gennaio 2017  | Železniki        | Slovenia | Staffetta a squadre con Alex Gruber, Patrick Pigneter e Florian Clara           |
| 29 gennaio 2017  | Nova Ponente     | Italia   | Staffetta a squadre con Alex Gruber, Patrick Pigneter e Florian Clara           |
| 18 febbraio 2017 | Umhausen         | Austria  | Staffetta a squadre con Alex Gruber, Patrick Pigneter e Florian Clara           |
| 3 dicembre 2017  | Kühtai           | Austria  | Staffetta a squadre con Alex Gruber, Patrick Pigneter e Florian Clara           |
| 28 gennaio 2018  | Nova Ponente     | Italia   | Staffetta a squadre con Alex Gruber, Patrick Pigneter e Florian Clara           |

### Coppa Europa su pista naturale
- Vincitrice della Coppa Europa del singolo nel 2012

## Statistiche

### Coppa del Mondo su pista naturale - Singolo
| Stagione | Età | Classifica | Gare | Vittorie | Podi | Punti |
| -------- | --- | ---------- | ---- | -------- | ---- | ----- |
| 2012     | 17  | 20ª        | 2    | 0        | 0    | 60    |
| 2013     | 18  | 3ª         | 6    | 0        | 4    | 430   |
| 2014     | 19  | 6ª         | 5    | 0        | 3    | 284   |
| 2015     | 20  | 3ª         | 6    | 0        | 1    | 375   |
| 2016     | 21  | 2ª         | 6    | 1        | 4    | 455   |
| 2017     | 22  | 1ª         | 7    | 3        | 7    | 610   |
| 2018     | 23  | 2ª         | 6    | 2        | 5    | 440   |
| 2019     | 24  | 2ª         | 7    | 0        | 6    | 535   |
| 2020     | 25  | 2ª         | 7    | 1        | 6    | 555   |
| 2021     | 26  | 2ª         | 6    | 0        | 6    | 495   |
| 2022     | 27  | 2ª         | 5    | 0        | 5    | 380   |
| 2023     | 28  | 3ª         | 7    | 0        | 6    | 511   |
|          |     |            |      |          |      |       |
| Totale   | –   | –          | 69   | 7        | 52   | 5 130 |

### Campionati mondiali su pista naturale
- 5 medaglie – (1 oro, 3 argenti, 1 bronzo)

| Anno | Età | Località        | Singolo | Gara a squadre |
| ---- | --- | --------------- | ------- | -------------- |
| 2013 | 18  | Nova Ponente    | 4ª      | –              |
| 2015 | 20  | Sankt Sebastian | Bronzo  | non disputata  |
| 2017 | 22  | Vatra Dornei    | Oro     | Argento        |
| 2019 | 24  | Lazfons         | Argento | –              |
| 2021 | 26  | Umhausen        | 5ª      | –              |
| 2023 | 28  | Nova Ponente    | Argento | –              |

### Campionati europei su pista naturale
- 3 medaglie – (3 argenti)

| Anno | Età | Località         | Singolo | Gara a squadre |
| ---- | --- | ---------------- | ------- | -------------- |
| 2014 | 19  | Umhausen         | 18ª     | –              |
| 2016 | 21  | Moso in Passiria | Argento | 6ª             |
| 2018 | 23  | Obdach           | Argento | –              |
| 2020 | 25  | Mosca            | 4ª      | –              |
| 2022 | 27  | Lasa             | Argento | –              |